# NSS-8
NSS-8 war die Bezeichnung eines kommerziellen Kommunikationssatelliten der SES New Skies mit Sitz in Den Haag. Der Satellit ging bei einem Fehlstart verloren, als die Trägerrakete auf der Startplattform explodierte.

## Missionsverlauf
New Skies Satellites bestellte den Satelliten als NSS-8 im Jahr 2001 bei Boeing Satellite Systems. Der Start erfolgte am 30. Januar 2007 auf einer Zenit-3-Trägerrakete von der Odyssey-Startplatform im Pazifik. Um 00:20 MESZ zündeten die Triebwerke der Rakete, jedoch fiel sie Sekunden nach dem Abheben zurück auf die Plattform und explodierte. NSS-8 wurde dabei zerstört. Als Grund dafür wurden Metallteile in der Turbopumpe  des RD-171-Triebwerks festgestellt. Personen wurden keine verletzt, und die Schäden an der Startplattform hielten sich in Grenzen, wie Bilder zeigen, die am 3. Februar von Sea Launch veröffentlicht wurden.
NSS-8 sollte im geostationären Orbit bei 57° Ost stationiert werden. Von dort aus sollte er große Teile Europas, Nordafrikas, Asiens und den Nahen Osten abdecken können.

## Technische Daten
Boeing Satellite Systems baute den Satelliten auf Basis ihres Satellitenbusses der 702-Serie. Er war mit insgesamt 88 Transpondern ausgerüstet, mit welchen er im C-Band und Ku-Band übertragen sollte. Des Weiteren war er dreiachsenstabilisiert und wog etwa 5,9 Tonnen. Außerdem sollte er von zwei großen Solarmodulen und Batterien mit Strom versorgt werden. Er besaß eine geplante Lebensdauer von 16 Jahren.